# Will Self
William Woodard "Will" Self (nascut el 26 de setembre de 1961 a East Finchley, Londres) és un escriptor anglès contemporani que combina la seva obra de ficció i assaig amb les seves aparicions a televisió a programes de la BBC com Newsnight i Question Time, i articles a premsa. Fill d'un anglès, l'economista Peter Self, i una jueva nord-americana, va estudiar a la University College School del nord-oest de Londres i la carrera de filosofia a l'Exeter College de la Universitat d'Oxford, i durant la dècada de 1990 va ser tan conegut per la seva producció com per la seva addicció a l'heroïna i altres drogues, tema que ocupa bona part de la seva obra.
Part de la seva fama prové d'un incident durant la campanya electoral de John Major va ser corresponsal del diari The Observer, del qual fou acomiadat després que l'enxampessin injectant-se heroïna a l'avió privat del primer ministre. Actualment és considerat juntament amb Martin Amis com un dels autors més importants de la ficció contemporània a Anglaterra. La seva obra està profundament arrelada en el gènere satíric i en la crítica de la societat britànica, influït per autors com J.G. Ballard, William S. Burroughs, Hunter S. Thompson, Louis-Ferdinand Céline, Jonathan Swift o Franz Kafka. El seu germà és l'escriptor Jonathan Self.

## Obra

### Novel·les
- Cock and Bull (1992)
- My Idea of Fun (1993)
- Great Apes (1997)
- Dorian, an Imitation (2002)
- The Book of Dave (2006)
- The Butt (2008)
- Walking to Hollywood (2010)

### Relats
- The Quantity Theory of Insanity (1991)
- Grey Area (1994)
- "License to Hug", publicat a la revista Esquire de novembre de 1995
- The Sweet Smell of Psychosis (novel·la curta il·lustrada) (1996)
- Design Faults in the Volvo 760 Turbo (1998)
- Tough, Tough Toys for Tough, Tough Boys (1998)
- Dr. Mukti and Other Tales of Woe (2004)
- Liver: A Fictional Organ with a Surface Anatomy of Four Lobes 2008
- The Undivided Self: Selected Stories 2010

### Assaigs i articles
- Junk Mail (1996)
- Perfidious Man (2000) photography by David M. Gamble
- Sore Sites (2000)
- Feeding Frenzy (2001)
- Psychogeography (2007)
- Psycho Too (2009)

### Obra encara no publicada
- Entirely Women

### Pròlegs
- El blau del cel de Georges Bataille (2000)
- Riddley Walker de Russell Hoban (2002)
- Notes a Genius: the best of Warren Zevon (2002)
- Junkie de William S. Burroughs (2002)
- Notes a Before the Poison de Marianne Faithfull (2004)
- Nosaltres de Ievgueni Zamiatin (2007)
- Little People in the City: the street art of Slinkachu (2008)
- El Mestre Margarita de Mikhail Bulgàkov (2010)
- El colós de Maroussi by Henry Miller (2010)
- Tristram Shandy de Laurence Sterne (Visual Editions, 2010)